# Hrabovka
Hrabovka (hongrois : Szúcsgyertyános) est un village de Slovaquie situé dans la région de Trenčín.

## Histoire
La première mention écrite du village date de 1423.

## Démographie

### Évolution de la population
| Année:               | 1994. | 2004.   | 2014.   | 2024.   |
| -------------------- | ----- | ------- | ------- | ------- |
| Nombre de personnes: | 419   | 431     | 420     | 439     |
| Différence:          |       | +2,86 % | -2,55 % | +4,52 % |

| Année:               | 2023. | 2024.   |
| -------------------- | ----- | ------- |
| Nombre de personnes: | 440   | 439     |
| Différence:          |       | -0,22 % |